# Jan Galama
Jan (Johannes Ysbrands) Galama (Tjerkwerd, 24 februari 1885 – Dachau, 20 juni 1942), was een Nederlandse rooms-katholiek priester.

## Levensloop
Galama werd geboren als zevende kind van Ysbrand Galama en Aaltje van der Wey. Zijn moeder stierf een half jaar na zijn geboorte, en zijn vader stierf toen Galama één jaar oud was.

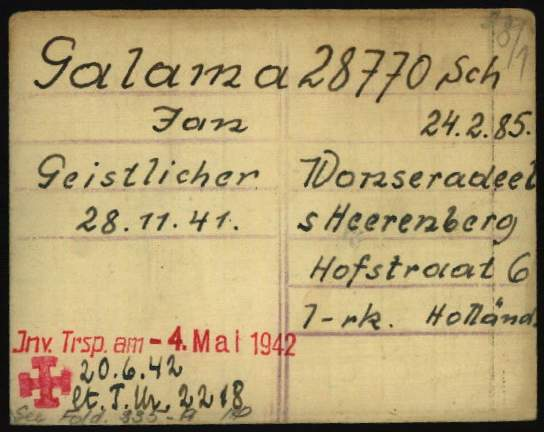
Registratiekaart van Jan Galama als gevangene in nazi-concentratiekamp Dachau

Hij was pastoor van de H. Cyriacusparochie te Dalfsen van 14 mei 1926 tot 30 januari 1931. Onder zijn pastoraat kwam in Dalfsen het katholiek onderwijs tot stand met de komst van de zusters van het Heilig Hart van Jezus uit Moerdijk. Op 1 april 1928 werd de school geopend. Van 30 januari 1931 tot aan zijn dood was Galama werkzaam in de parochie van de H. Pancratiuskerk te 's-Heerenberg. Tijdens de Tweede Wereldoorlog waarschuwde hij met zijn twee kapelaans, M. van Rooijen en R. Hegge, de plaatselijke bevolking voor de leer van de NSB. Nadat de Gestapo hier lucht van had gekregen werden ze alle drie opgepakt. De aanklacht die ze in het proces-verbaal, in het Arnhemse huis van bewaring te horen kregen luidde: "Haben deutschfeindlichen Brief verbreitet und das Volk deutschfeindlich beeinflußt". Galama stierf na vele mishandelingen op 57-jarige leeftijd in het concentratiekamp Dachau, van de drie overleefde alleen kapelaan Hegge de oorlog.

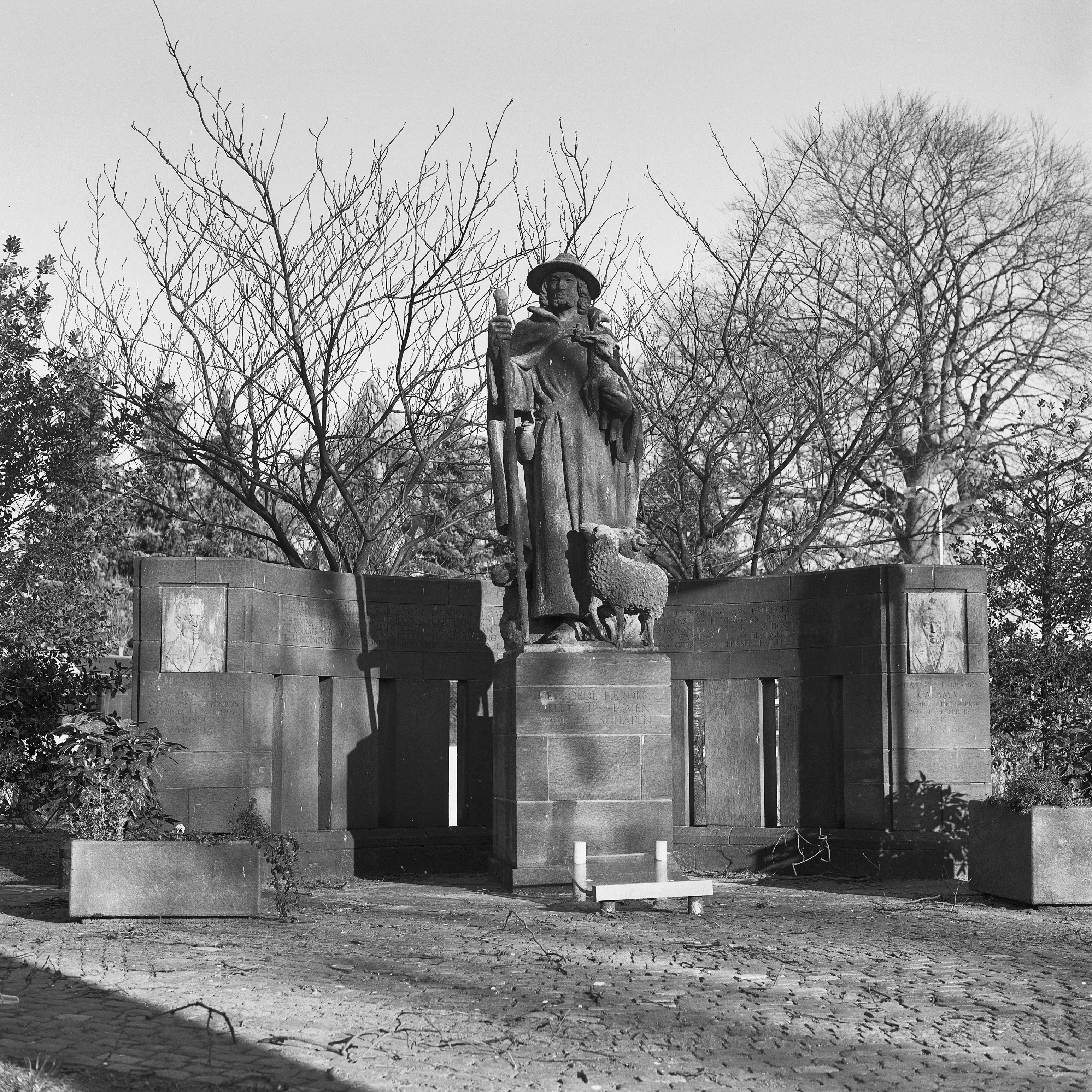
Het in 1948 onthulde monument 'De Goede Herder' in ‘s-Heerenberg. links: M van Rooijen - in het midden de namen van de overige slachtoffers - rechts: J. Galama

In de Pancratiuskerk in ‘s-Heerenberg is door kunstenaar Alex Asperslagh een gebrand glas-in-loodraam gemaakt waarin Galama en Van Rooijen vereeuwigd zijn.
In de Sint-Vituskerk in Blauwhuis staat hij naast Titus Brandsma afgebeeld in een glas-in-loodraam.

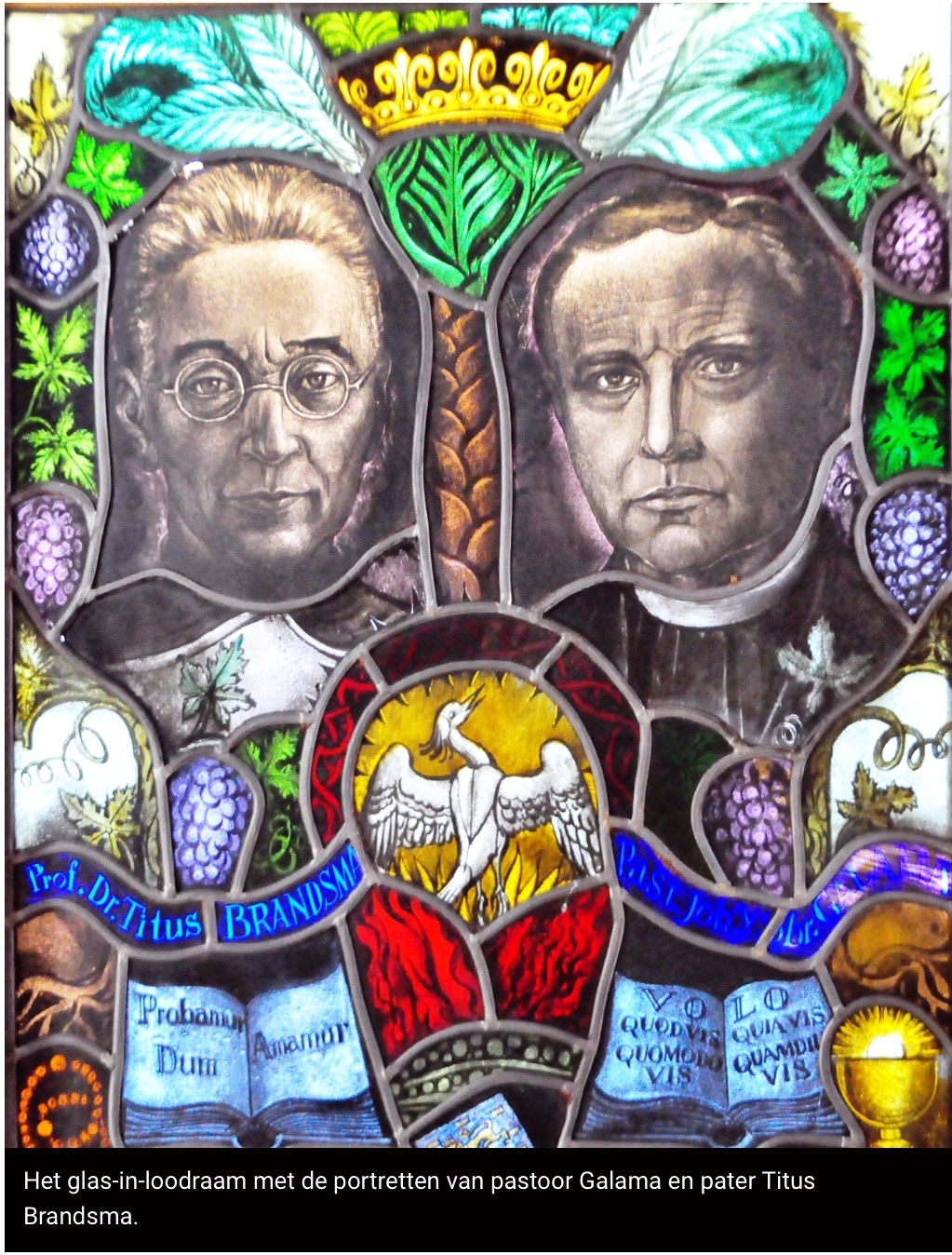
Glas-in-loodraam in de Sint-Vituskerk (Blauwhuis) ter herinnering aan Titus Brandsma (links) en Jan Galama (rechts).

In ‘s-Heerenberg is de Pastoor Galamaschool naar hem vernoemd.
In Friesland is 20 juni zijn gedenkdag.
Op 2 november 2022 werd in de Hofstraat in ‘s-Heerenberg een stolpersteine geplaatst voor pastoor Galama.